# گهواره نامرئی
گهوارۀ نامرئی: خاطرات یک پرستار کارآموز در کلینیک زنان و زایمان (透明なゆりかご 産婦人科院 看護師見習い日記 Tōmei na Yurikago: Sanfujinkain Kangoshi Minarai Nikki) یک مجموعه مانگا ژاپنی اثر باکا اوکیتا است. این مانگا اولین بار از دسامبر ۲۰۲۳ تا فوریه ۲۰۱۴ در مجله کودانشا منتشر شد و فصل‌های آن در هفت جلد تانکوبون جمع‌آوری شد. از روی این کتاب یک درام تلویزیونی ده قسمتی اقتباس شد که که از ژوئیه تا سپتامبر ۲۰۱۸ در ان‌اچ‌کی پخش شد.
در سال ۲۰۱۸، گهواره نامرئی برنده چهل و دومین جایزه مانگای کودانشا در رده شوجو شد.

## خلاصه داستان
آئوی دختری ۱۷ ساله است که در یک زایشگاه به عنوان یک پرستار کارآموز شروع به کار کرده است. مادر آئوی نگران مهارت‌های ارتباطی ضعیف اوست، اما آئوی با حساسیت منحصر به فرد خود به زنان باردار نزدیک می‌شود و به آنان کمک می‌کند.
گفتنی است اوکیتا برای  نوشتن این کتاب از تجربیات خود از کار در یک کلینیک زنان و زایمان بهره برده است.

## بازخورد
گهواره نامرئی در یکی از جشنواره‌های شرکت تاکاراجیما که در سال ۲۰۱۹ برگزار شد، در لیست بهترین مانگا برای زنان رتبه ششم را کسب کرد. این مانگا در سال ۲۰۱۸، برنده چهل و دومین جایزه مانگای کودانشا در رده شوجو شد.